# Pantropski pjegavi dupin
Pantropski pjegavi dupin (lat. Stenella attenuata) je vrsta dupina, koja obitava u gotovo svim svjetskim umjerenim i tropskim morima. 
Bio je u opasnosti, zbog uginuća milijuna jedinki tijekom lova tune. U 1980-im razvile su se metode hvatanje tune, kojima su pošteđeni dupini, pa im je porasla populacija i sada je jedna od najzastupljenijih vrsta dupina u svijetu.
Pantropski pjegavi dupin, kao što i sam naziv kaže, nalazi se u svim tropskim i sub-tropskim vodama diljem svijeta - grubo rečeno u svim oceanima i morima između 40° sjeverne zemljopisne širine i 40° južne zemljopisne širine. Ukupna svjetska populacija iznosi više od tri milijuna jedinki pa je druga najčešća vrsta dupina nakon dobrog dupina. Sredinom 20. stoljeća, brojnost je iznosila čak oko 7 milijuna jedinki.
Mladunci imaju dužinu 80-90 cm. Odrasli su oko 2,5 m dugi i teški 120 kg. Spolna zrelost kod ženki je s 10 godina, a kod mužjaka s 12 godina. Životni vijek je oko 40 godina.
Postoje podvrste, koje značajno variraju u veličini i obojenosti.  